# The Game Awards 2014
The Game Awards 2014 foi uma cerimônia de premiação que reconheceu os melhores jogos eletrônicos de 2014. O evento, produzido e apresentado por Geoff Keighley, foi realizado no teatro The AXIS, localizado em Las Vegas, Nevada, no dia 5 de dezembro de 2014. A cerimônia foi a primeira do The Game Awards, que substituiu a Spike Video Game Awards (VGX em 2013), também apresentada por Keighley, que foi descontinuada após a cerimônia de 2013.
O evento distribuiu prêmios em 22 categorias, tendo sido transmitido essencialmente no site YouTube. Dragon Age: Inquisition recebeu dois prêmios, incluindo o de Jogo do Ano. Outros jogos, como Destiny, Mario Kart 8 e Valiant Hearts: The Great War, também receberam dois prêmios cada. Além dos prêmios, a cerimônia, que durou três horas e teve 1,93 milhões de espectadores, trouxe diversos anúncios exclusivos de novos jogos.

## Conselho consultivo
Os membros do conselho consultivo de Keighley na cerimônia incluíram Reggie Fils-Aime, da Nintendo of America, Yves Guillemot, da Ubisoft, Hideo Kojima, da Konami e da Kojima Productions, Shawn Layden, da Sony Computer Entertainment America, Peter Moore, da Electronic Arts, Phil Spencer, do Xbox e da Microsoft, e Martin Tremblay, da Warner Bros. Interactive Entertainment, além da presença da Rockstar Games e da Valve.

## Apresentações e performances
A cerimônia contou com inúmeros "anúncios mundiais" de jogos, incluindo Super Mario Maker, Code Name: S.T.E.A.M. e o novo The Legend of Zelda, da Nintendo; Metal Gear Solid V: The Phantom Pain, da Konami; Battlefield Hardline, da Electronic Arts; Bloodborne, Until Dawn e The Order: 1886, da Sony Computer Entertainment; Lara Croft and the Temple of Osiris, da Square Enix; The Witcher 3: Wild Hunt, da Warner Bros. Interactive Entertainment; King's Quest, da Sierra Entertainment; ADR1FT, da 505 Games, e Godzilla: The Game, da Bandai Namco Games. Dentre outros jogos anunciados, incluem-se Before, The Banner Saga, Tacoma, Human Element e No Man's Sky.
O evento se encerrou ao som da banda Imagine Dragons, que tocou músicas da série The Legend of Zelda e o single "It's Time", com o compositor da Nintendo Kōji Kondō no piano.

## Vencedores e indicados
As categorias e os indicados ao evento foram revelados no dia 20 de novembro de 2014. Os vencedores estão destacados em negrito.

### Categorias (escolha do júri)
| Jogo do Ano | Desenvolvedora do Ano |
| --- | --- |
| - Dragon Age: Inquisition – BioWare - Bayonetta 2 – PlatinumGames - Dark Souls II – FromSoftware - Hearthstone: Heroes of Warcraft – Blizzard Entertainment - Middle-earth: Shadow of Mordor – Monolith Productions | - Nintendo - Blizzard Entertainment - Monolith Productions - Telltale Games - Ubisoft Montreal |
| Melhor Narrativa | Melhor Trilha Sonora |
| - Valiant Hearts: The Great War – Ubisoft Montpellier - South Park: The Stick of Truth – Obsidian Entertainment e South Park Digital Studios - The Walking Dead: Season Two – Telltale Games - The Wolf Among Us – Telltale Games - Wolfenstein: The New Order – MachineGames                                           | - Destiny – Michael Salvatori, C. Paul Johnson, Martin O'Donnell e Paul McCartney - Alien: Isolation – Byron Bullock, Sam Cooper, Jeff van Dyck, Christian Henson, Joe Henson, Haydn Payne e Alexis Smith - Child of Light – Béatrice Martin - Sunset Overdrive – Boris Salchow - Transistor – Darren Korb                                          |
| Melhor Jogo Independente | Melhor Jogo Mobile/Portátil |
| - Shovel Knight – Yacht Club Games - Broken Age Act I – Double Fine Productions - Monument Valley – Ustwo - Transistor – Supergiant Games - The Vanishing of Ethan Carter – The Astronauts | - Hearthstone: Heroes of Warcraft – Blizzard Entertainment - Bravely Default – Silicon Studio e Square Enix - Monument Valley – Ustwo - Super Smash Bros. for Nintendo 3DS – Sora Ltd e Bandai Namco Games - Threes – Sirvo |
| Melhor Performance | Jogos pela Mudança |
| - Trey Parker como várias vozes – South Park: The Stick of Truth - Adam Harrington como Bigby Wolf – The Wolf Among Us - Kevin Spacey como Jonathan Irons – Call of Duty: Advanced Warfare - Melissa Hutchison como Clementine – The Walking Dead: Season Two - Troy Baker como Talion – Middle-earth: Shadow of Mordor | - Valiant Hearts: The Great War – Ubisoft Montpellier - Mountain – David OReilly - Never Alone – Upper One Games e E-Line Media - The Last of Us: Left Behind – Naughty Dog - This War of Mine – 11 bit studios |
| Melhor Jogo de Tiro | Melhor Jogo de Ação-aventura |
| - Far Cry 4 – Ubisoft Montreal - Call of Duty: Advanced Warfare – Sledgehammer Games - Destiny – Bungie - Titanfall – Respawn Entertainment - Wolfenstein: The New Order – MachineGames | - Middle-earth: Shadow of Mordor – Monolith Productions - Assassin's Creed Unity – Ubisoft Montreal - Alien: Isolation – The Creative Assembly - Bayonetta 2 – PlatinumGames - Sunset Overdrive – Insomniac Games |
| Melhor Jogo de RPG | Melhor Jogo de Luta |
| - Dragon Age: Inquisition – BioWare - Bravely Default – Silicon Studio e Square Enix - Dark Souls II – FromSoftware - Divinity: Original Sin – Larian Studios - South Park: The Stick of Truth – Obsidian Entertainment e South Park Digital Studios                                                                    | - Super Smash Bros. for Wii U – Sora Ltd. e Bandai Namco Games - Killer Instinct: Season Two – Double Helix Games, Iron Galaxy Studios, Rare e Microsoft Studios - Persona 4 Arena Ultimax – Arc System Works - Super Smash Bros. for Nintendo 3DS – Sora Ltd. e Bandai Namco Games - Ultra Street Fighter IV – Capcom                              |
| Melhor Jogo para Família | Melhor Jogo de Esporte/Corrida |
| - Mario Kart 8 – Nintendo EAD - Disney Infinity: Marvel Super Heroes – Avalanche Software - Fantasia: Music Evolved – Harmonix - Skylanders: Trap Team – Toys for Bob e Beenox - Tomodachi Life – Nintendo SPD | - Mario Kart 8 – Nintendo EAD - FIFA 15 – EA Canada - Forza Horizon 2 – Playground Games, Sumo Digital e Turn 10 Studios - NBA 2K15 – Visual Concepts - Trials Fusion – RedLynx, Ubisoft Shanghai e Ubisoft Kiev |
| Melhor Experiência On-line | Melhor Remasterização |
| - Destiny – Bungie - Call of Duty: Advanced Warfare – Sledgehammer Games, High Moon Studios e Raven Software - Dark Souls II – FromSoftware - Hearthstone: Heroes of Warcraft – Blizzard Entertainment - Titanfall – Respawn Entertainment                                                                              | - Grand Theft Auto V – Rockstar North - Halo: The Master Chief Collection – Bungie e 343 Industries; redesenvolvido pela 343 Industries - Pokémon Omega Ruby e Alpha Sapphire – Game Freak - The Last of Us Remastered – Naughty Dog - Tomb Raider: Definitive Edition – Crystal Dynamics; redesenvolvido pela Nixxes Software e United Front Games |

### Escolha do público
| Jogo Mais Aguardado | Jogador de eSports do Ano |
| --- | --- |
| - The Witcher 3: Wild Hunt – CD Projekt Red - Batman: Arkham Knight – Rocksteady Studios - Uncharted 4: A Thief's End – Naughty Dog - Evolve – Turtle Rock Studios - Bloodborne – FromSoftware         | - Matt "NaDeSHoT" Haag - Christopher "GeT RiGhT" Alesund - Martin "Rekkles" Larsson - James "Firebat" Kostesich - Xu "Fy" Linsen |
| Time de eSports do Ano | Trending Gamer |
| - Ninjas in Pyjamas - Evil Geniuses - Samsung White - Newbee - Edward Gaming | - TotalBiscuit - Evan "Vanoss" Fong - Jeff Gerstmann - PewDiePie - StampyLongHead                                                |
| Melhor Criação de Fã | |
| - Twitch Plays Pokémon - Luigi Death Stare – CZBwoi e Rizupicorr - "It's Dangerous to Go Alone" – Starbomb - Minecraft - Titan City – Colonial Puppet - "Mine the Diamond (Minecraft Song)" – Tobuscus | |

### Prêmios honorários
| Prêmio de Ícone da Indústria                  |
| --------------------------------------------- |
| Ken e Roberta Williams (Sierra Entertainment) |

## Jogos com múltiplas indicações e prêmios
| Indicações | Jogo                               |
| ---------- | ---------------------------------- |
| 3          | Call of Duty: Advanced Warfare     |
| 3          | Dark Souls II                      |
| 3          | Destiny                            |
| 3          | Hearthstone                        |
| 3          | Middle-earth: Shadow of Mordor     |
| 3          | South Park: The Stick of Truth     |
| 2          | Alien: Isolation                   |
| 2          | Bayonetta 2                        |
| 2          | Bravely Default                    |
| 2          | Dragon Age: Inquisition            |
| 2          | Mario Kart 8                       |
| 2          | Monument Valley                    |
| 2          | Sunset Overdrive                   |
| 2          | Super Smash Bros. for Nintendo 3DS |
| 2          | Titanfall                          |
| 2          | Valiant Hearts: The Great War      |
| 2          | Transistor                         |
| 2          | The Walking Dead: Season Two       |
| 2          | The Wolf Among Us                  |
| 2          | Wolfenstein: The New Order         |

| Prêmios | Jogo                          |
| ------- | ----------------------------- |
| 2       | Destiny                       |
| 2       | Dragon Age: Inquisition       |
| 2       | Mario Kart 8                  |
| 2       | Valiant Hearts: The Great War |